# Myrichthys pardalis
Myrichthys pardalis (Valenciennes, 1839)  è un pesce osseo marino appartenente alla famiglia Ophichthidae.

## Distribuzione e habitat
Questa specie si incontra solamente nell'oceano Atlantico orientale tra le isole Canarie e l'isola di Annobón in Guinea Equatoriale. Esistono segnalazioni anche per São Tomé. Sembra popolare solo le isole oceaniche ma non le coste continentali.
Si tratta di una specie costiera che si trova a profondità fino a 10 metri. Vive su fondali di sabbia grossolana nei pressi di aree a fondi duri.

## Descrizione
Come tutti gli anguilliformi ha corpo molto allungato con le pinne dorsale, caudale e anale unite e pinne ventrali assenti. Le narici sono poste su un breve tubulo.
La taglia massima nota è di 64,8 cm.

## Biologia
Pressoché ignota. Si infossa nel sedimento.

### Alimentazione
Si ciba di invertebrati bentonici, soprattutto granchi.

## Conservazione
La specie appare abbastanza comune in tutto l'areale. Gli unici impatti che subisce dalle attività umane sono un limitatissimo sforzo di pesca per il consumo locale e un ancor più modesto prelievo per il commercio acquariofilo. Per questi motivi viene classificato dalla Lista rossa IUCN come "a rischio minimo".